# Au Tambourin
Au Tambourin, dit aussi café du Tambourin, est un café-restaurant parisien, également lieu d'exposition artistique, ouvert en 1883 par Agostina Segatori, une ancienne modèle italienne,.

## Historique
La modèle Agostina Segatori pose pour des peintres parisiens comme Jean-Baptiste Corot en 1873, Édouard Dantan, qu'elle rencontre en 1872 et dont elle aura un enfant, leur relation houleuse cessant en 1875, Vincent van Gogh en 1887, Édouard Manet en 1860, ou Jean-Léon Gérôme. 
A la fin de 1883, elle achète au 27, rue de Richelieu à Paris un restaurant qu'elle nomme Au Tambourin. Elle ferme ce lieu en 1885 car l'endroit n'est pas celui qui convient le mieux au genre de son établissement. En mars de la même année, elle achète un restaurant Le Cabaret de la Butte, au 62, boulevard de Clichy à Montmartre, qu'elle renomme comme le premier, Au Tambourin.

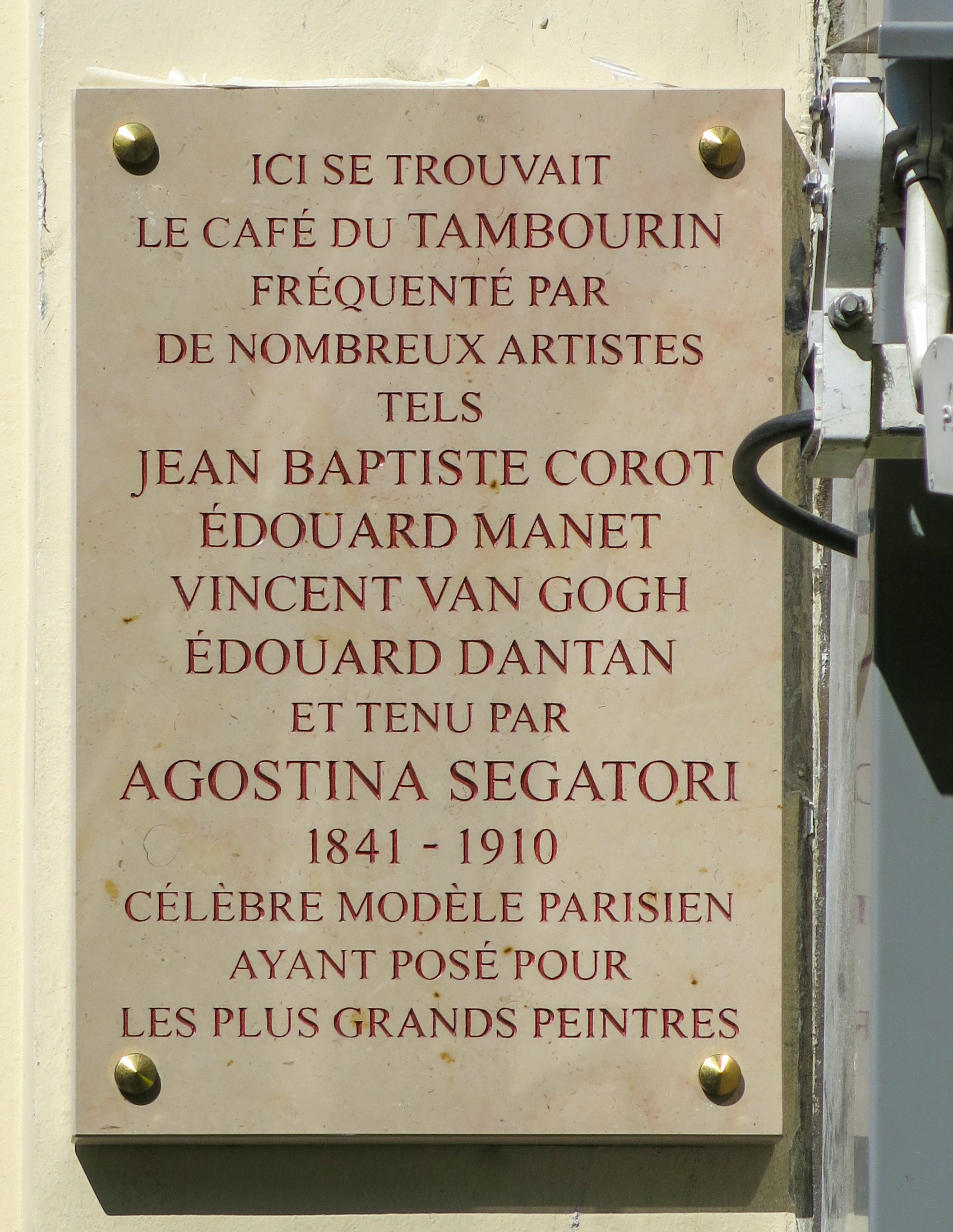
Plaque commémorative du second établissement boulevard de Clichy.

L'originalité de ce deuxième restaurant réside dans son décor composé d'œuvres de peintres, dont celle d'Édouard Dantan qui lui avait offert, en 1882, un bouc peint sur un tambourin pour décorer son premier restaurant. Vincent van Gogh, qui va devenir son amant, va exposer ses propres tableaux de natures mortes dans ce second établissement. Les tables, les sièges et le décor du bar sont en forme de tambourins que chaque peintre qui fréquente les lieux décore d'un petit sujet. Paul Gauguin mentionne que Van Gogh « décora gratis entièrement ce café ». La patronne et ses serveuses, reçoivent les clients en costume de son pays. L'inauguration a lieu le 10 avril.
Henri Pille est un des fidèles clients parmi les peintres qui fréquentent ce restaurant. Henri de Toulouse-Lautrec y peint un Portrait de Vincent van Gogh en 1887. S'y retrouvent également Alphonse Allais et Théophile Alexandre Steinlen.

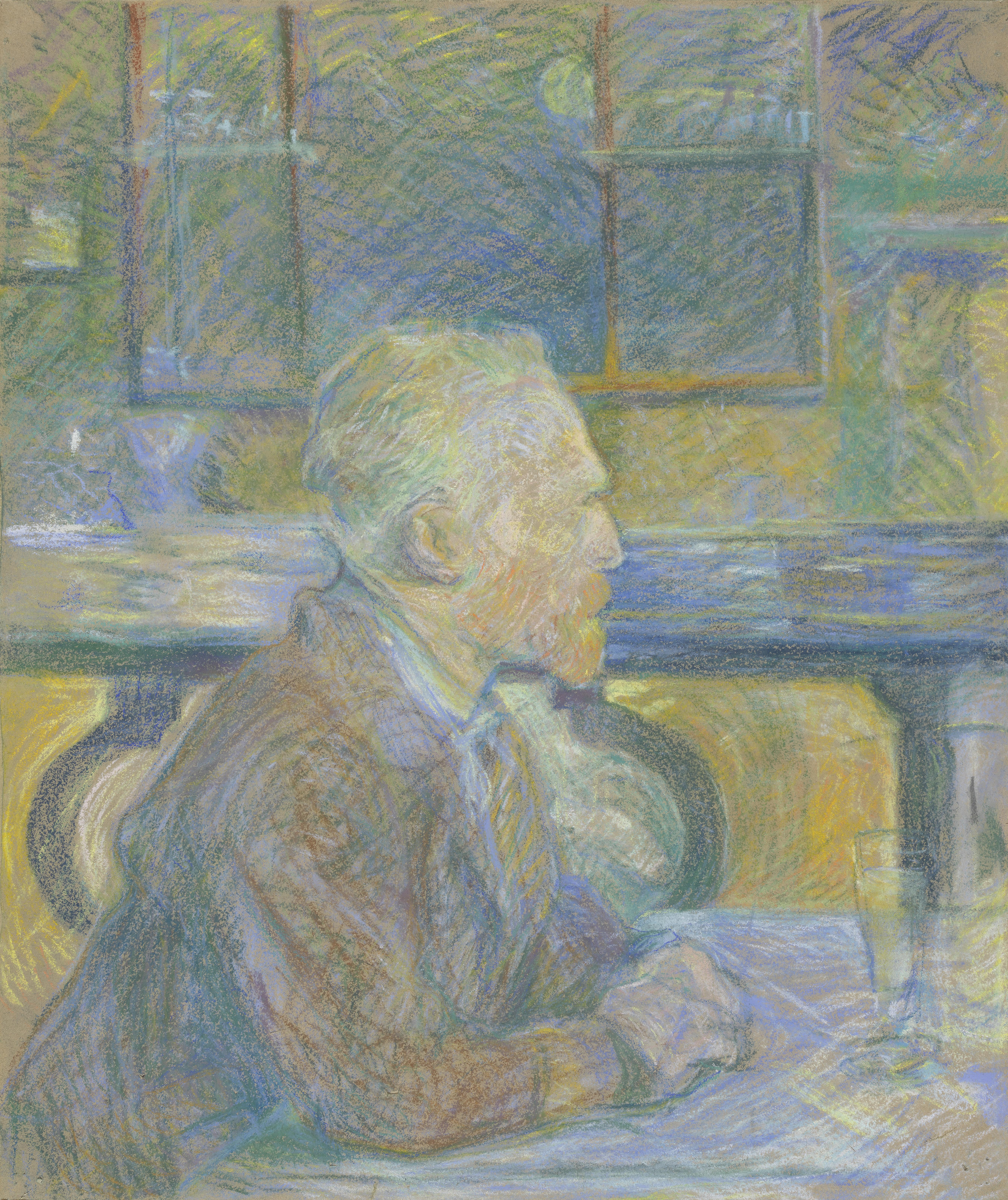
Henri de Toulouse-Lautrec, Portrait de Vincent van Gogh (1887), Amsterdam, musée Van Gogh.

Le boulevard de Clichy vu par les peintres dans les années 1880
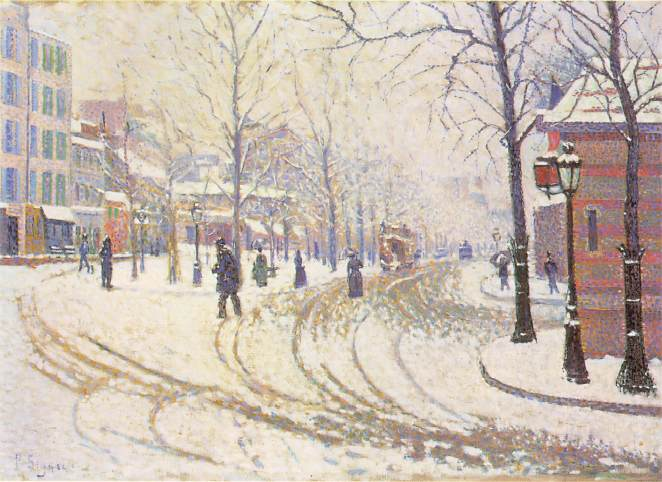
Paul Signac, Le Boulevard de Clichy, la neige (1886), Minneapolis Institute of Arts.
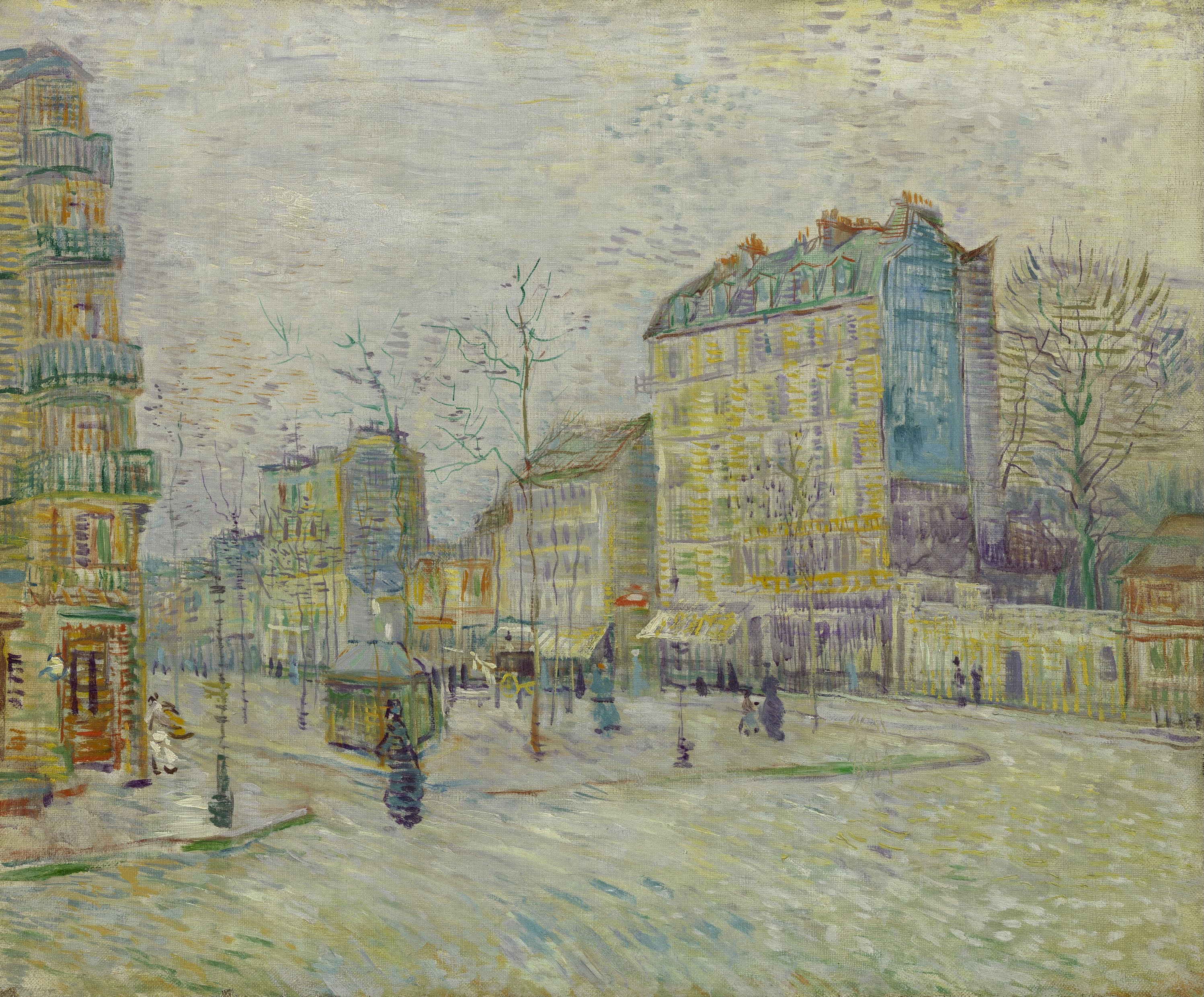
Vincent van Gogh, Boulevard de Clichy (1887), Amsterdam, musée Van Gogh.

Autre particularité des lieux, les amateurs peuvent y acquérir les tableaux de leur choix. En mars 1887, van Gogh et Agostina Segatori y présentent ensemble une exposition de la collection d'estampes japonaises qu'il a acquises chez le marchand Siegfried Bing. En juillet 1887, il amène le père Tanguy à l'occasion de l'exposition de ses œuvres ainsi que celles de ses amis Paul Gauguin, Louis Anquetin et Émile Bernard. Seul ces deux derniers artistes vendront une œuvre pour la première fois, Van Gogh et Gauguin se contenteront d'un échange d'œuvres. D'après Suzy Lévy, le synthétisme y prend naissance. August Hagborg, un peintre suédois, fréquente également les lieux et demeure en voisin au 45, boulevard de Rochechouart. Il sera également l'amant de Segatori et fera d'elle un tableau.
Maxime Lisbonne, un ancien bagnard de la Commune de Paris, ouvre en 1885 la Taverne du Bagne au 2, boulevard de Clichy ; il y crée  également le journal de La Gazette du Bagne, une feuille de quatre pages qui n'aura que cinq numéros. Il y parle dans un article du café-restaurant de sa voisine : « Au Tambourin, n'a rien d'une auberge dont la nudité des murs fait la pauvre originalité […] C'est en effet madame Segatori, la propriétaire qui a réuni, placé avec un sentiment artistique, les œuvres des maîtres qui ont transformé son établissement en une des plus intéressantes galeries de tableaux qui se puissent voir. Pour ajouter à l'attrait de son établissement, elle s'est adjoint les plus charmantes collaboratrices qui se puissent voir, fraîches fleurs écloses au soleil d'Italie et épanouies dans le rayonnement chaud de notre capitale ». Son établissement est également fréquenté par des écrivains et des critiques d'art.
Puis la mode passe, son affaire décline, le restaurant Au Tambourin est vendu à bas prix en 1887. Le mobilier peint par Gauguin (Fleurs, feuillage et fruits), Ludovic Némo, Norbert Gœneutte disparaît, sauf un tambourin signé H. Tode en 1886. En 1893, les lieux deviennent Le Cabaret de la Butte, nom de l'établissement acheté par Segatori, puis au bout de quelques mois, y est inauguré le Cabaret des Quat'z'Arts par François Trombert. 
Agostina Segatori survit grâce à la générosité du père Tanguy qui l'aurait recueillie. Elle meurt en avril 1910.

Œuvres représentant Agostina Segatori
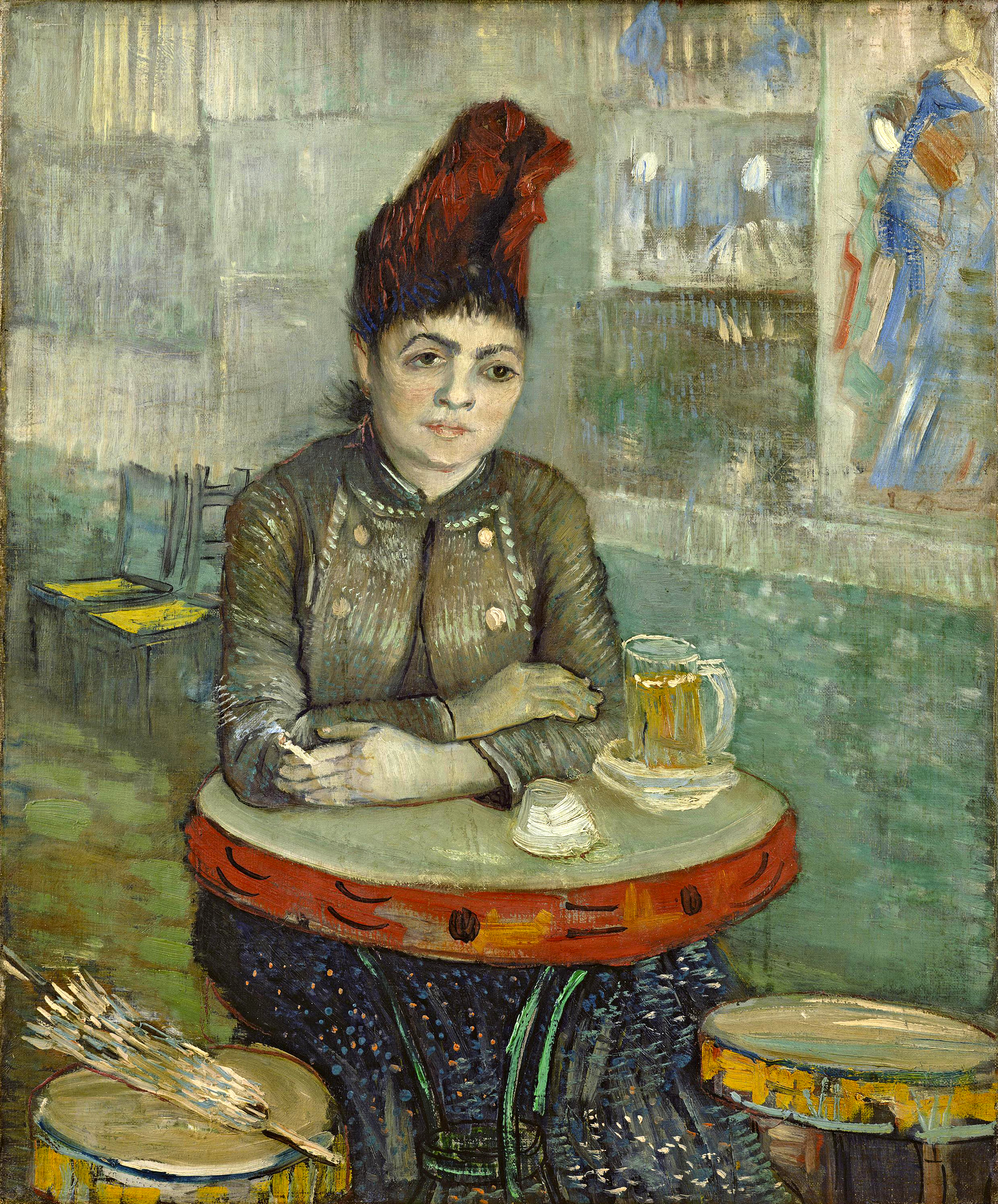
Vincent van Gogh, La Femme au tambourin (1887), huile sur toile, Amsterdam, musée Van Gogh.
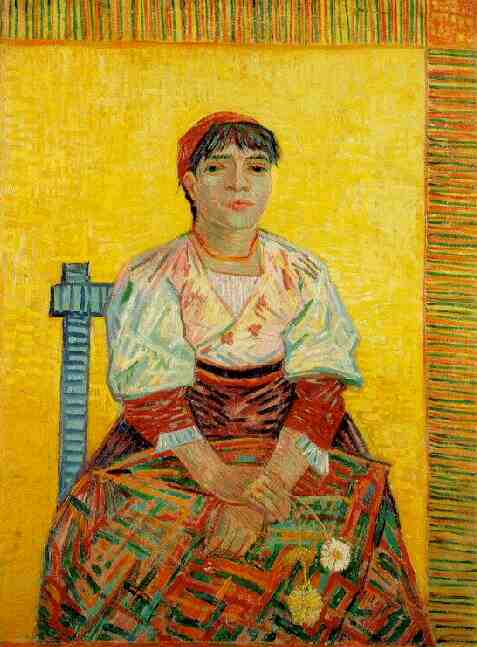
Vincent van Gogh, L'Italienne (1887), Paris, musée d'Orsay.